# ベネディクタ・ヘンリエッテ・フォン・デア・プファルツ
ベネディクタ・ヘンリエッテ・フィリッピーネ・フォン・デア・プファルツ（Benedicta Henriette Philippine von der Pfalz, 1652年3月14日 - 1730年8月12日）は、ドイツのプファルツ＝ジンメルン家の公女で、ブラウンシュヴァイク＝カレンベルク公ヨハン・フリードリヒの妻。

## 生涯
ボヘミア王・プファルツ選帝侯フリードリヒ5世の息子であるプファルツ＝ジンメルン公エドゥアルトと、その妻でマントヴァ公カルロ1世（シャルル1世）の娘であるアンヌ・ド・ゴンザーグの間の3女として生まれた。父は結婚に際してプロテスタントからカトリックに改宗してパリに移っており、ベネディクタと2人の姉ルイーゼとアンナもパリでカトリック信徒として育てられた。
1668年11月30日にハノーファーにおいて、ブラウンシュヴァイク地方のカレンベルク侯ヨハン・フリードリヒと結婚した。ヨハン・フリードリヒは妻より30歳近く年上で、1651年にカトリックに転向していた。2人の結婚式に際して、アントニオ・サルトリオ作曲のオペラ『アデライード（L’Adelaide）』が初演されている。ベネディクタが大勢のフランス人の家臣・従者を連れてきたおかげで、ハノーファーには初めてバロック文化がもたらされた。公爵夫人ベネディクタは夫に頼んで、声楽家アンヌ・ソフィー・ボン（Anne Sophie Bonne）などフランス仕込みの技術を持つ音楽家をハノーファー宮廷に雇わせたほか、イタリアのオペラや音楽にも熱中した。
1679年にヨハン・フリードリヒが死ぬと、カレンベルク侯領を継いだのはその弟で、ベネディクタの叔母ゾフィーの夫でもあるエルンスト・アウグスト（後のハノーファー選帝侯）だった。ベネディクタは夫の死後、娘達を連れてフランス宮廷に帰り、従姉のオルレアン公フィリップ1世妃エリーザベト・シャルロッテを頼って暮らした。その後、娘婿であるイタリアのモデナ公リナルド・デステの厄介になったが、モデナ宮廷でぞんざいに扱われたため、フランスに戻って姉のコンデ公アンリ3世妃アンナの元で晩年を過ごした。
ベネディクタはハノーファー選帝侯家と縁の深い哲学者ゴットフリート・ライプニッツと長く文通を続けていた。

## 子女
夫ヨハン・フリードリヒとの間に4人の娘をもうけた。
- アンネ・ゾフィー（1670年 - 1672年）
- シャルロッテ・フェリーツィタス（1671年 - 1710年） - 1696年、モデナ公リナルド・デステと結婚
- ヘンリエッテ・マリー（1672年 - 1757年）
- アマーリア・ヴィルヘルミーネ（1673年 - 1742年） - 1699年、神聖ローマ皇帝ヨーゼフ1世と結婚